# Chlorocruorin

Strukturformel der Prosthetischen Gruppe des Chlorocruorin.

Chlorocruorin ist der Sauerstofftransporter einiger marin lebender Ringelwürmer. Es liegt in gelöster Form in ihrem Blut vor und ist für dessen gelbgrüne Farbe verantwortlich. In höheren Konzentrationen ist es als zweifarbiger Farbstoff rot. Wie beim Hämoglobin wird der Sauerstoff über zweiwertiges Eisen gebunden, das mit einem Porphyrin-Ring assoziiert ist, jedoch mit einer niedrigeren Affinität. Die molare Masse beträgt etwa 2750 bis 3600 kDa, wodurch es ein vergleichsweise sehr großes Protein ist, mit wiederholenden Proteindomänen von etwa 17 kDa.
Seiner Struktur nach ähnelt es dem Häm b. Dort ist statt der Formylgruppe eine Vinylgruppe an Position 2 des Porphyrinringes lokalisiert. Ebenfalls ähnelt es Erythrocruorin. Im Gegensatz zu Hämoglobin bei Wirbeltieren ist es nicht in Blutzellen, sondern frei im Mixocoel vorliegend.